# Abdul Majid Hassan
Abdul Majid Hassan est le deuxième sultan de Brunei. Il règne de 1402 à sa mort en 1408 à Nankin.